# Sughd

Sughd

Sughd é uma das quatro províncias (viloiati) que dividem o Tajiquistão. Situa-se no noroeste do país.

## Dados
- Capital: Khujand
- População: 1 870 000 hab. (2000)
- Área: 26100 km²

## Cidades importantes
- Chkalov
- Gafurov
- Isfara
- Istravshan
- Khujand
- Konibodom
- Leninabad
- Panjakent
- Urtaqishloq